# Dietrich Bayer von Boppard

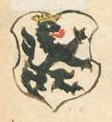
Familienwappen des Bischofs, aus „Wormatiensis Chronici“, von Georg Helwich, 1614

Dietrich Bayer von Boppard (* um 1330; † 18. Januar 1384; Alternativschreibweise: Dietrich Beyer von Boppard) war von 1359 bis 1365 Bischof von Worms und anschließend bis zu seinem Tod Bischof von Metz.

## Herkunft

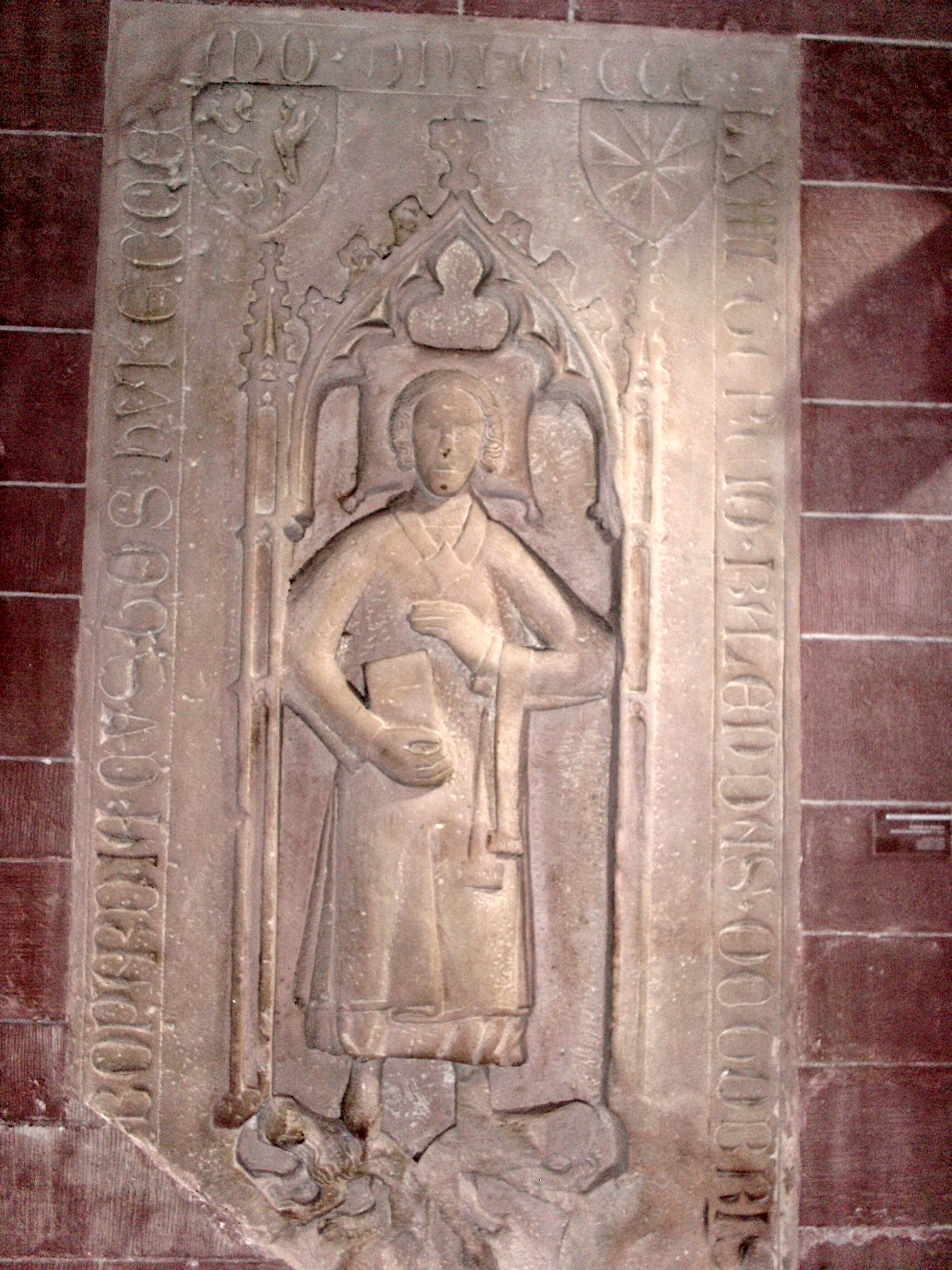
Grabplatte Reinbold Beyers v. Boppard († 1364) im Dom zu Worms

Dietrich entstammt der Familie Beyer von Boppard, die Reichsschultheißen von Boppard waren und nach der Verpfändung Boppards an das Erzbistum Trier 1331 erbliche Burggrafen von Boppard wurden.
- Die Eltern werden unterschiedlich angegeben: Einmal als Heinrich v. Boppard und Lise de Laciriere,[3] dann als Simon Bayer v. Boppard und Elisabeth von Rhens,[4] zuletzt als Simon Bayer v. Boppard und Elisabeth Walpod von Waldmannshausen.[5]
- Sein Bruder Heinrich Beyer von Boppard († 1376) wurde im Benediktinerinnenkloster Marienberg in Boppard beigesetzt. Die erhaltene Grabplatte zeigt außer dem väterlichen Wappen der „Bayer von Boppard“ ein zwölffach geständertes mütterliches Wappen, wie es die Waldbott von Bassenheim und die von Waldmannshausen führten.[6]
- Sein anderer Bruder Reinbold Beyer von Boppard († 1364) war Domkustos in Worms und ist im Wormser Dom beigesetzt; die Grabplatte befindet sich im südlichen Chorbereich. Sie zeigt außer dem väterlichen Wappen der „Bayer von Boppard“ ebenfalls das zwölffach geständerte mütterliche Wappen der Waldbott.[7]

## Werdegang als Geistlicher
Dietrich wurde in Lüttich ausgebildet und erhielt bereits 1342 auf Vermittlung des böhmischen Königs Johann des Blinden eine Anwartschaft auf das Wormser Domkapitel. Er war 1353 Domherr in Worms, Mainz und Trier und von 1353/1356 bis 1363 Domkantor in Mainz. Die Übernahme der Dompropstei in Speyer scheiterte 1353 trotz päpstlicher Provision. 1358 wurde Dietrich zum päpstlichen Kaplan ernannt.

## Dienst für Kaiser und Papst
Bereits sein Vater war seit 1346 Rat am Hofe Karls IV. Dietrich hatte ein enges Verhältnis zum Haus Luxemburg, er vertrat die Interessen Karls IV. am päpstlichen Hof von Avignon, begleitete Karl IV. 1365 nach Avignon und 1368 auf dessen zweiten Italienzug. 1372 beauftragte ihn Karl mit Verhandlungen um die Freilassung seines vom Herzog von Jülich gefangengenommenen Bruders Wenzel von Luxemburg. Für die Päpste Urban V. und Gregor XI. unternahm er Legationsreisen.

## Bischof von Worms
Im April 1359 wurde er Koadjutor des Bistums Worms. Als der kranke Bischof Salmann Cleman zurücktrat und kurz darauf verstarb, wurde er am 15. Mai 1359 Bischof von Worms. In Worms kam es zu Streitigkeiten zwischen Klerus und Bürgerschaft, 1360 verhängte Dietrich das Interdikt über die Stadt, welches Ende des Jahres, nachdem Karl IV. vermittelnd eingegriffen hatte, wieder aufgehoben wurde. Die Streitigkeiten zwischen Geistlichkeit und Stadt flammten 1364 jedoch wieder auf und Karl verhängte die Reichsacht über die Stadt.

## Bischof von Metz
1365 begleitete Dietrich Karl IV. nach Avignon, wo er auf Veranlassung Karls zum Bischof von Metz ernannt wurde. Damit konnte Karl dieses, seit längerem unter französischem Einfluss stehende, Bistum in der Nähe seiner luxemburgischen Erblande mit einem Vertrauten besetzen. In Metz versuchte Dietrich in den Konflikten zwischen Bistum, Klerus und Stadt zu vermitteln. Anfänglich gelang ihm eine Stärkung der finanziellen und politischen Position des Bischofs, aber nach einigen Jahren gab es erneut Konflikte mit der Stadt. Das Domkapitel hatte sich im Streit über seine Besteuerung an Rom gewandt. Der Einfall der Bretonen 1375 belastete die angeschlagenen Finanzen des Bistums sehr. Im Abendländischen Schisma entschied er sich für Clemens VII.